# Matriarkat
Et matriarkat er en samfundsform domineret af kvinder, hvor kvinder som gruppe har højere politiske myndighed og den højeste prestige i forhold til mænd. Betegnelsen står i modsætning til patriarkat, et mandsdomineret samfund. Som modsætning til mandsdominerede kulturer såsom den kristent-europæiske, ville både familien og samfundet ledes af matriarker, og guddommen ville være en moder-gudinde i et rent matriarkat.
Antropologer har ikke fundet ubestredne eksempler på rene matriarkater blandt verdens kulturer, men der findes samfund hvor slægtskab især regnes gennem mødrene side og hvor ejendom arves fra kvinde til kvinde, disse samfund kaldes matrilineære; og der findes ligeledes samfund hvor kvinden ses som familiens overhoved og har den vigtigste rolle i forhold til at styre familiens anliggender og hvor moder-rollen er meget prestigefyldt - sådanne samfund kaldes Matrifokale. Det diskuteres ofte om forhistoriske menneskesamfund var matriarkalske, og der er mange teorier om mulig matriarkalske kulturer i den dybe fortid, hvor man ofte ser afbildninger af kvinder frem for af mænd.

## Etymologi
Kommer af græsk matēr, "moder" og archein "at styre."

## Eksempler på kvinde-dominerede (matrifokale) samfund
- Læsø. I Danmark havde øen Læsø en slags matrilineært slægtsskabssystem fra o. 1728 til o. 1880. Gårdmændene blev omtalt ved deres svigerfars efternavn. Gårdene blev arvet fra far til svigersøn, hvor det i resten af landet var den ældste søn som arvede gården, på nær Bornholm, hvor det var den yngste søn som arvede gården. Årsagen var at mændene var sømænd på sejlskibene og var derfor bortrejst i landbrugssæsonen. Dels udvandrede mange af mændene, så der manglede mænd.[5][6]

- Lesbos og på andre øer i Grækenland arves jorden fra på kvindesiden, og sådan var det også i den græske oldtid. De få kvindelige forfattere vi kender fra oldtiden var alle fra denne ø. Dette skyldtes at mændene var sømænd (eller pirater).
- Irokeserføderationen var et militært forbund, men de ældre kvinder havde stor magt fordi der var en gammel kvinde, som var leder, matriark af hvert langhus. Kvinderne kunne også blive militære ledere.
- Moso lever i et afsides afbefolket bjergområde i Kina. Er både patrilineær og en slags matrilineær. Det er dyrt for fattige mænd at betale brudepris, og mændene er derfor gamle, over 40 eller mere før at de har råd til at gifte sig. Og pigerne bliver gift meget unge fx 13 år, hvis de overhovedet bliver gift, når de er blevet gravide for første gang. De ugifte mænd besøger så de ugifte kvinder om natten, fordi de ugifte mødre bliver boende hos deres mor og bedstemor. Da aldersforskellen mellem ægtefællerne er så stor, så lever enken længe efter sin mand. Og familien bestå derfor af tre gange flere genrationer af kvinder end af mænd.
- Himba lever i Namibia og på grænsen til Angola. Mændene har køer og kvinderne geder. Og landsbyen flytter rundt imellem nogle bopladser og gederne græsser i området rundt om bopladsen og mændene tager på længere ture med køerne, særligt i tørtiden.
- Muligvis var skytere et matriarkalsk samfund.

### Matriarkatet i fiktion
En del forfattere har fantaseret over hvordan et samfund kan være anderledes og kønsrollerne kan være ændret.
- Amazonerne er et samfund hvor kvinderne er krigere. Og dette samfund ligger langt væk. Amazoner er bedst kendt fra gamle græske vaser, hvor de alle er unge slanke og muskuløse med spyd og et rundt skjold.
- Matriarkatet, som en parodi. Hvor det viser sig at kvinder ikke er egnet til at bestemme noget.
- Matriarkatet, som en feministisk utopi.
- Matriarkatet, som en seksuel utopi. Det vil sige en drøm om kvindelig dominans.
- Original matriarkat. - Nogle gange en forfatter udtænker et helt nyt selvstændigt samfundssystem, et samfund som er styret af kvinder, og alligevel hverken det samme som det eksisterende patriarkat eller biologisk bedre eller værre.